# Casa Freixa
La Casa Freixa és un edifici de Llívia (Baixa Cerdanya) inclòs a l'Inventari del Patrimoni Arquitectònic de Catalunya.

## Descripció
Casa de planta i tres pisos amb teulat a dues vessant, coronat amb un ràfec de fusta ornamentat. A l'entrada principal pel carrer Major, el carener està trencat en el centre per una finestra de mansarda. L'era dona a la paret nord de la casa hi ha una pallissa, que presenta una sortida exterior en forma de voladís.

## Història
Aquesta casa era del mestre d'obres Calixte Freixa, que a finals del segle xic, va habilitar el paller com a teatre, a l'estil del «corral de comèdies» castellà. L'escenari era la pallissa i el públic estava a l'era. Al Grup de Teatre se li va donar el nom de la «Societat de Sant Josep». Segons Botet i Sisó, aquesta casa tenia una col·lecció d'objectes d'història natural i arqueològics de la comarca.